# Фантом из опере (филм из 1916)
Фантом из опере немачки је црно-бели неми хорор филм из 1916. године, редитеља Ернста Матраја, по сценарију Грете Шредер, у коме главну улогу тумачи Нилс Олаф Крисандер. Представља прву филмску адаптацију истоименог романа аутора Гастона Лероука.
Филм се данас сматра изгубљеним. Нису сачуване ни фотографије ни постери, али јесу текстуалне рекламе и резиме. Познато је да је филм снимљен у јесен 1915. у Немачкој.

## Радња
Током 1880-их у Паризу, озлоглашени Фантом из опере ухватио је лепу оперску певачицу, Кристину Дае.

## Улоге
| Глумац              | Улога        |
| ------------------- | ------------ |
| Нилс Олаф Крисандер | Ерик         |
| Ауд Егеде-Нисен     | Кристина Дае |
| Ернст Матрај        | Раул         |
| Арашу               | Фантом       |